# Boedo
Boedo est un des quarante-huit quartiers de Buenos Aires.

## Histoire
Le quartier Boedo donna son nom au « Groupe de Boedo (es) », un groupe d'artistes d'avant-garde (notamment d'écrivains, tels que Raúl González Tuñón ou Roberto Arlt) dans les années 1920-1930. À la même époque existait le « Groupe de Florida (es) », du nom de la Calle Florida dans un autre quartier plus favorisé de Buenos Aires, ces deux groupes étant souvent considérés comme opposés.